# Park Tae-jun
Park Tae-jun (박태준?; 19 gennaio 1999) è un calciatore sudcoreano, centrocampista del Gwangju.

## Caratteristiche tecniche
È un centrocampista centrale.

## Carriera
Con la nazionale Under-20 sudcoreana ha preso parte al campionato mondiale di calcio Under-20 2019.